# Lakeside (Floride)
Pour les articles homonymes, voir Lakeside (homonymie).
Lakeside est une census-designated place du comté de Clay, dans l'État de Floride, aux États-Unis. En 2020, elle compte une population de 31 275 habitants.